# 25-я Бродская ударная бригада
25-я Бродская ударная бригада (сербохорв. Двадесет пета Бродска ударна бригада / Dvadeset peta Brodska udarna brigada) — военное тактическое формирование Народно-освободительной армии Югославии (НОАЮ), участвовавшее в войне за освобождение страны от немецких оккупантов и их союзников — коллаборационистов. 
В составе бригады действовали венгерский батальон имени Шандора Петёфи, немецкая рота имени Эрнста Тельмана, а также «русская» рота, в которой воевали 60—80 граждан СССР. 
Бригада сформирована 1 октября 1943 года (по некоторым данным 29 сентября) в городе Ораховица (Хорватия) из подразделений Дильского партизанского отряда и 12-й Славонской бригады в составе трёх батальонов численностью 518 бойцов. Своё наименование бригада получила по названию города Славонски-Брод. Через несколько дней после создания в состав бригады вошёл венгерский батальон имени Шандора Петёфи. Первым командиром бригады стал Иван Ергович (Ivan Jergović), до этого командовавший Дильским отрядом. Политическим комиссаром был назначен Степан Доманкушич (Stjepan Domankušić), заместителем командира бригады — Джуро Прилика (Đuro Prilika).
Первоначально Бродская бригада подчинялась командованию Восточной группы партизанских отрядов Хорватии. 3 ноября 1943 года включена в состав 12-й Славонской дивизии 6-го Славонского корпуса. С 4 февраля 1944 года переведена в состав 28-й Славонской дивизии. В начале октября 1944 года передана 12-му Воеводинскому армейскому корпусу НОАЮ.
Бригада вела активную боевую деятельность на территории Хорватии, Боснии и Сербии. 1 октября 1944 года Бродской бригаде присвоено почётное наименование «ударная». В октябре 1944 года бригада приняла участие в Белградской операции. 3 мая освободила город Костайница. За боевые заслуги Бродская бригада награждена орденами «За заслуги перед народом» 1-й степени, а также «Братства и единства» 1-й степени (1961 год).

## «Русская» рота бригады
Уже при формировании в составе многонациональной Бродской бригады были двое граждан СССР. Во второй половине февраля 1944 года во 2-м батальоне бригады сформирована 3-я «русская» рота (ruska četa). В её состав вошли советские военнопленные, бежавшие из фашистского лагеря в городе Славонски-Брод. Командиром роты стал кавалерийский офицер Красной Армии Матвей Жуков, комиссаром — бывший агроном Иван (фамилия неизвестна), который вскоре был ранен и не вернулся в Бродскую бригаду. После этого политкомиссаром роты стал Зорко Чанади (Zorko Čanadi). На 3 апреля 1944 года рота насчитывала 39 советских граждан.
Советские бойцы отличились во время двухдневных апрельских боёв за город Подравска-Слатина, захватив штурмом хорошо укреплённые бункеры вокруг железнодорожной станции и уничтожив около 50 усташей. При этом в роте был лишь один раненый. В сентябре 1944 года, накануне похода в Боснию, в роте числилось 50 советских граждан — русских, украинцев, белорусов, узбеков и представителей других национальностей.
14 октября 1944 года, во время наступления Бродской бригады на Железник (пригород Белграда), состоялась встреча её бойцов с солдатами Красной армии. Реджич Найл описывает этот эпизод так: «По чистой случайности, первыми натолкнулись на разведывательный взвод красноармейцев именно бойцы 3-й роты 2-го батальона. Увидев впереди солдат в касках, командир роты Матвей Жуков и комиссар Зорко Чанади развернули бойцов к бою. То же самое сделали и красноармейцы. Вскоре, обе стороны поняли, что перед ними не враг. Контакт был установлен быстро и воины бросились навстречу друг другу»….
В ноябре 1944 года 3-я рота 2-го батальона Бродской бригады отбыла из села Црна-Бара в расположение Красной армии.

## О командире роты
В электронном банке данных портала «Память народа» значится Жуков Матвей Павлович, 1912 года рождения, уроженец станицы Отрадная, Отрадненского района, Краснодарского края, в РККА с 1934 года, старшина 144-й танковой бригады, член ВКП(б), в плен попал под Вязьмой 11 октября 1941 года. 12 января 1945 года отправлен в 233-й армейский запасной стрелковый полк 57-й армии.